# Nobile romano

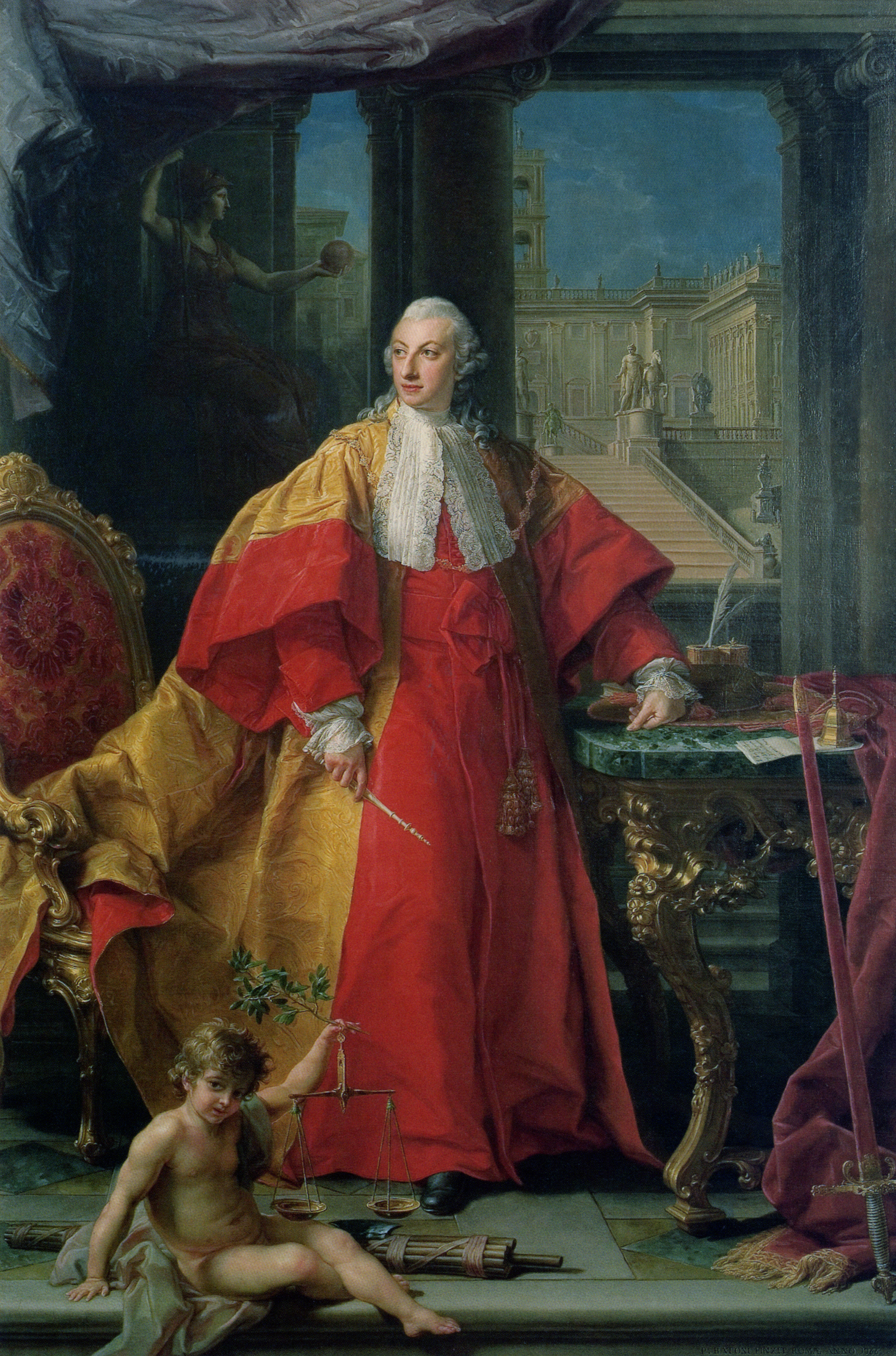
Retrato de Abbondio Rezzonico, nobile romano, en su traje de ceremonia como Senador de Roma. (Batoni, 1766)

Noble romano es el segundo y último de los rangos de la nobleza de la ciudad de Roma.

## Historia
La nobleza de la ciudad de Roma, tenía acceso a distintos cargos municipales que le estaban reservados. En 1746, mediante la constitución Urbem Romam, el papa Benedicto XIV ordenó y limitó la nobleza de la ciudad de Roma. Con anterioridad, en ocasiones se confundía el otorgamiento de la ciudadanía romana con la concesión del título de noble romano que conllevaba la participación en los cargos municipales.
La constitución Urbem Romam identificaba como nobles romanos a los miembros de 180 familias. Además la ley permitía que otras familias se añadieran bajo una serie de condiciones. La constitución designaba un rango superior en 60 cabezas de familia bajo el título de nobile coscritto.
El título de noble romano se otorgaba con frecuencia a familias en cuya cabeza se encontrara un extranjero que hubiese prestado servicios importantes a la ciudad. Por ejemplo, José Nicolás de Azara fue nombrado noble romano en 1796.
En 1895, tras 25 años desde la incorporación de Roma al reino de Italia, la autoridad nobiliaria de este último, reformó la nobleza de la ciudad de Roma, considerando que las 180 familias designadas en Urbem Romam (o aquellas que se hubiesen añadido o sustituido) gozasen del título de nobile patrizio, quedando el de nobile romano para el resto de familias no comprendidas en esas 180.

## Descripción

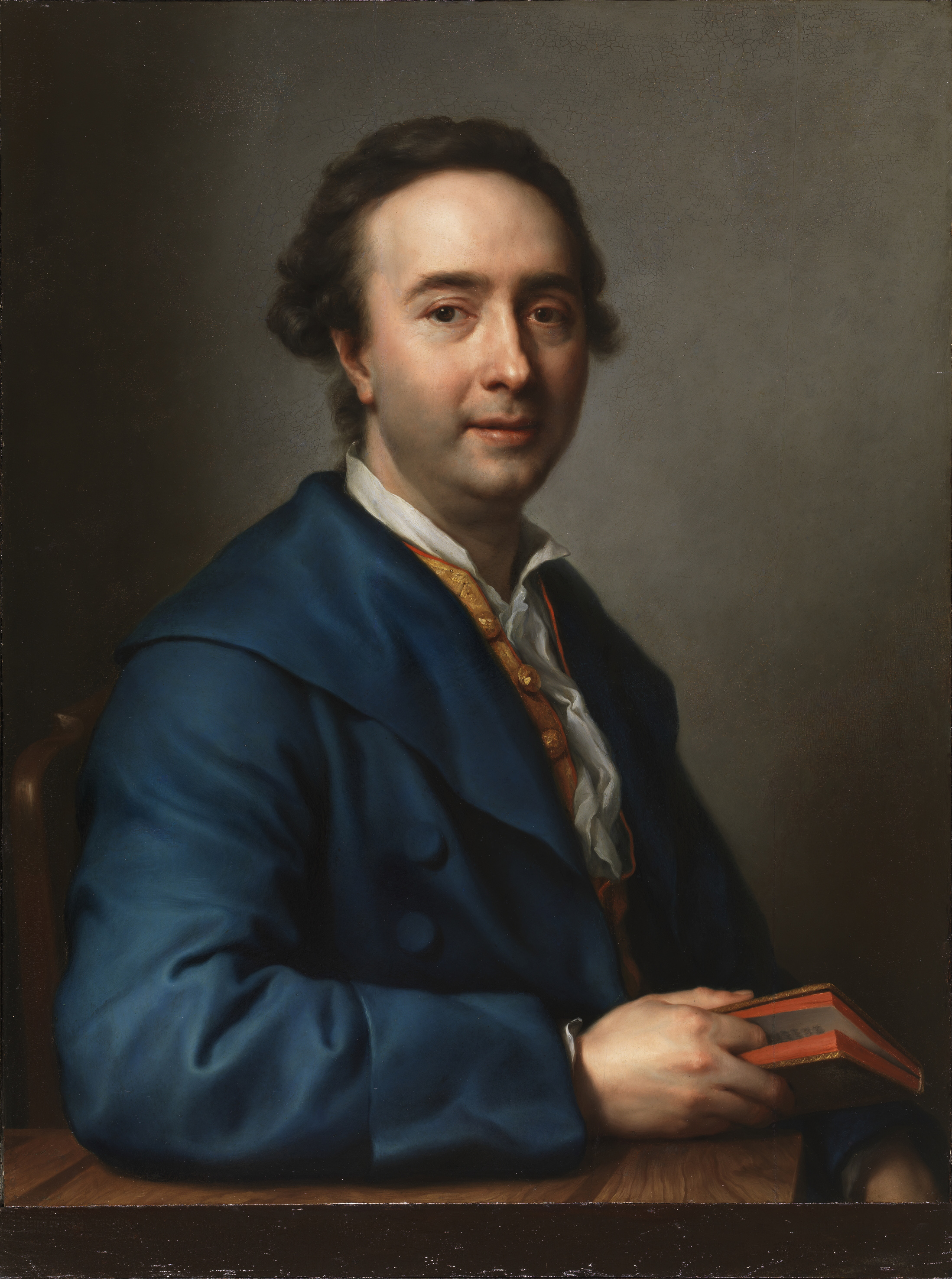
Retrato de José Nicolás de Azara nombrado nobile romano en 1796 (por Mengs, 1774)

De entre sus rangos se elegían los sesenta cabezas de familia que de forma hereditaria por primogenitura ostentaban el primer rango de la nobleza de la ciudad de Roma.
Eran nobles romanos de forma automática todos los hermanos y sobrinos del sumo pontífice en el momento de su elección. También eran nobles romanos, los príncipes y duques romanos.
Las familias nobles romanas se inscribían en el Libro de Oro, guardado en el Capitolio y que aún se conserva.